# Neuensturmberg
Neuensturmberg ist eine Ortschaft in der Gemeinde Wipperfürth im Oberbergischen Kreis im Regierungsbezirk Köln in Nordrhein-Westfalen (Deutschland).

## Lage und Beschreibung
Der Ort liegt im Osten der Stadt Wipperfürth im Tal des Flusses Wupper. Im Bereich der Ortschaft verlaufen die in den Hammergraben Egerpohl mündenden Gewässer Neuensturmberger Siefen, Tackennester Bach und der Tackennester Siefen. Der im Norden von Neuensturmberg verlaufende Hammergraben wird bei Ibach aus der Wupper ausgeleitet und mündet auf Höhe der Ortschaft Niederwipper wieder in die Wupper ein. Nachbarorte sind Niederwipper, Egerpohl, Böswipper und Altensturmberg.
Politisch wird Neuensturmberg durch den Direktkandidaten des Wahlbezirks 13 (130) Ohl und Klaswipper im Rat der Stadt Wipperfürth vertreten.

## Geschichte
Die Topographische Aufnahme der Rheinlande von 1825 zeigt südwestlich von Böswipper auf umgrenztem Hofräumen zwei Grundrisse. Die Schreibweise der Ortsbezeichnung ist hier „Neustormberg“. In der Preußischen Uraufnahme von 1840 bis 1844 lautet die Ortsbezeichnung „Ndr. Störrenberg“. Ab der topografische Karte 1894 bis 1896 (Preußische Neuaufnahme) wird die heute gebräuchliche Ortsbezeichnung Neuensturmberg verwendet.
Mit dem 1902 erfolgten Ausbau der Eisenbahnstrecke über Wipperfürth hinaus bis nach Marienheide, lag Neuensturmberg an der Wippertalbahn. Der Güter- und Personenverkehr endete mit der Einstellung des Bahnbetriebes auf dem Streckenabschnitt Wipperfürth Ost und Marienheide im Jahre 1985.

## Wanderwege
Der vom SGV ausgeschilderte Wipperfürther Rundweg führt durch den Ort. Die Trasse der ehemals durch Egerpohl führenden Bahnstrecke ist zu einem Radweg ausgebaut. Der gesamte Weg trägt den Namen „Alleenradweg Bergisch Born - Marienheide“.

## Busverbindungen
Über die an der Bundesstraße 237 gelegenen Bushaltestelle „Böswipper“ der Linie 336 (VRS/OVAG) ist eine Anbindung an den öffentlichen Personennahverkehr gegeben.